# Padalkî, Lebedîn
Padalkî (în ucraineană Падалки) este un sat în comuna Pidoprîhorî din raionul Lebedîn, regiunea Sumî, Ucraina.

## Demografie
Componența lingvistică a localității Padalkî
     Ucraineană (94,44%)
     Rusă (5,56%)
Conform recensământului din 2001, majoritatea populației localității Padalkî era vorbitoare de ucraineană (94,44%), existând în minoritate și vorbitori de rusă (5,56%).